# Budapest elpusztult nevezetes VIII. kerületi épületeinek listája
Az alábbi lista Budapest elpusztult nevezetes VIII. kerületi épületeit sorolja fel. A források hiánya miatt az összeállítás nem tekinthető teljesnek.

## A lista
| Név                                                                  | Építés ideje | Elpusztulás ideje                 | Elhelyezkedés                        | Tervező                            | Megjegyzés | Kép                                                            |
| -------------------------------------------------------------------- | ------------ | --------------------------------- | ------------------------------------ | ---------------------------------- | --- | -------------------------------------------------------------- |
| Két pisztoly fogadó                                                  | 18. sz. (?)  | 1880 előtt                        | Kálvin tér                           |                                    | Helyére épült a Pesti Hazai Első Takarékpénztár Egyesület épülete. | Archiválva 2016. július 21-i dátummal a Wayback Machine-ben    |
| Régi Nemzeti Színház                                                 | 1835–1837    | 1913–1914                         | Rákóczi út 1.                        | Telepi György, Szkalnitzky Antal   | Az 1870-es években jelentős mértékben átalakították. Az épület karbantartására nem igazán figyeltek oda, így állaga leromlott. 1908-ban tűzveszélyesnek és életveszélyesnek nyilvánították, majd bezárták. Az új Nemzeti Színház felépítéséről szóló határozattal egyidőben született meg a döntés a régi színházépület lebontásáról, amely hamarosan meg is történt.                                        |                                                                |
| József fiúárvaház                                                    | 1840         | 1960-as évek                      | Üllői út 76.                         | Pollack Mihály, Pollack Ágoston    | Lebontották. |                                                                |
| Krausz Mayer és fiai Szeszgyára                                      | 1853         | 1990-es évek                      | Diószegi Sámuel u. 8.                |                                    | Elbontották, területe évek óta üres. |                                                                |
| Józsefvárosi Gázgyár                                                 | 1855–1856    | 2000                              | János Pál pápa tér 20.               | Pollack Ágoston                    | Épületeinek nagy részét lebontották. |                                                                |
| Nemzeti Lovarda                                                      | 1857–1858    | 1948                              | Pollack Mihály tér                   | Ybl Miklós                         | A második világháborúban kiégett, maradványait 1948-ban bontották el. |                                                                |
| Régi Nemzeti Tornacsarnok                                            | 1857–1858    | 1871                              | Pollack Mihály tér                   | Ybl Miklós                         | Lebontották. Ma az 1871-ben épült Esterházy-palota található a helyén. |                                                                |
| Geist-ház                                                            | 1863         | 1948                              | Kálvin tér                           | Ybl Miklós                         | Budapest ostroma során sérült meg menthetetlenül a Geist-ház födémezte és a homlokzata. 1948-ben az épületet lebontották és hosszú ideig csak egy kis méretű park létezett a helyén. 1966-ban döntés született egy szálloda létrehozásáról a Geist-ház és a Pintér bérpalota helyén maradt üres telkeken, amely építését csak 1987-ben kezdték meg a Pannónia Szálloda- és Vendéglátó Vállalat megbízásából. | Archiválva 2020. augusztus 8-i dátummal a Wayback Machine-ben  |
| Gschwindt-féle Szesz-, Élesztő-, Likőr- és Rumgyár                   | 1868         | 1909 k.                           | Üllői út 44.                         |                                    | Megszűnt, elbontották, a gyár Budafokra költözött (Budafoki Élesztő és Szeszgyár Rt.). Helyére épültek a Corvin-házak. |                                                                |
| Népszínház                                                           | 1872–1875    | 1965                              | Rákóczi út 37. (Blaha Lujza tér)     | Ferdinand Fellner                  | 1908-ban ide költözött ideiglenes jelleggel a nemzeti Színház, és ott is működött hosszabb időn keresztül. Az épület az 1960-as évekre már kifejezetten rossz műszaki állapotban volt, feújítása nagyon költséges lett volna. Az M2-es metróvonal építése idején építészeti szakvélemény alapján bontották le.                                                                                               |                                                                |
| A Salgótarjáni utcai zsidó temető régi ravatalozója                  | 1875         | 1906                              | Salgótarjáni utca 6.                 |                                    | 1908-ra új ravatalozó épült. |                                                                |
| Schmidt és Császár gőzmalma                                          | 1876         | 1940-es évek                      | Szeszgyár u. 4.                      |                                    | Megszűnt, elbontották. |                                                                |
| Pesti Hazai Első Takarékpénztár Egyesület épülete                    | 1880         | 1945 után                         | Kálvin tér                           | Ybl Miklós                         | A második világháborúban súlyosan megsérült, később lebontották, ma irodaház áll a helyén. |                                                                |
| Magyar Ruggyantaárugyár Rt. (Taurus Gumiipari Vállalat)              | 1882         | 2014                              | Kerepesi út 87.                      |                                    | Épületeinek jelentős, ám nem teljes részét elbontották. |                                                                |
| Golgota téri kápolna                                                 | 1885         | 1971                              | Golgota tér                          |                                    | Lebontották, ma üres a tér. | ,                                                              |
| Saxlehner-mauzóleum a Fiumei úti sírkertben                          | 1893         | 1944/1945                         | Fiumei út 16-18.                     | Czigler Győző                      | Budapest ostroma során pusztult el. |                                                                |
| A Heim Pál Gyermekkórház régi épületei                               | 1904–1907    | 2006 (G pavilon), 2019 (H épület) | Üllői út 86.                         |                                    | Lebontották, helyükre új épület épült. |                                                                |
| Községi Kenyérgyár                                                   | 1909         | 2009                              | Százados út 16. / Hungária körút 30. |                                    | Megszűnt, elbontották. Alapfalainak egy része áll. Területére részben irodaház épült, részben üres. |                                                                |
| Pintér bérpalota                                                     | 1912         | 1945 után (1948?)                 | Kálvin tér                           |                                    | Az 1945-ös ostrom súlyos sérüléseket szenvedett az épület. Valószínűleg a Geist-házzal egy időben bontották le. 1966-ban döntés született egy szálloda létrehozásáról a Geist-ház és a Pintér bérpalota helyén maradt üres telkeken, amely építését csak 1987-ben kezdték meg a Pannónia Szálloda- és Vendéglátó Vállalat megbízásából.                                                                      | Archiválva 2020. augusztus 18-i dátummal a Wayback Machine-ben |
| I. világháborús emlékmű („Elesettek gúlája”) a Fiumei úti sírkertben | 1914         | 1945 után                         | Fiumei út 16–18.                     |                                    | 2018-ban hasonló (de nem azonos) kinézetű emlékmű épült a temetőben Zsigmond Attila tervei alapján. |                                                                |
| Capitol Mozi                                                         | 1914/1918 k. | 1967                              | Verseny u. / Baross tér találkozása  |                                    | Az első világháború során emelt katonai épületben alakították ki. 1950-ben moziként megszűnt, majd a MÁV tehergépjárműtelepévé vált. Valószínűleg a metró építése miatt bontották el. Helyén parkoló van. |                                                                |
| „Isten kardja”, első világháborús hősi emlékmű az Új köztemetőben    | 1916         | 1945 u.                           | Kozma utca 8-10.                     | Reiss Zoltán és Körmendi-Frim Jenő | A második világháború után elbontották. |                                                                |
| új Nemzeti Lovarda fedett lovardaépülete                             | 1931         | 1952                              | Kerepesi út 7.                       | ifj. Paulheim Ferenc               | |                                                                |
| Magyar Királyi Dohányraktár                                          | n. a.        | n. a.                             | Baross u.                            |                                    | |                                                                |

## Elbontott építmények
- Fiumei úti sírkert díszes falsíremlékei: 1953-ban a Fiumei út szélesítésének ürügyével 238 bal- és 129 jobb oldali sírbolt felszámolását helyezték kilátásba, ebből végül 200 (más források szerint 170) 1870 és 1920 között épült[28] bal oldalit szüntettek meg. A kizsákmányolóknak tekintett személyek sírjait akarták ezzel eltüntetni, végül pedig a temető teljes eldózerolása és annak helyén lakótelep építése lett volna a cél, ám ez nem valósult meg. A Fővárosi Tanács 608/20. számú rendelete 1956. május 17-én a Kerepesi úti temetőt zárt temetővé és Nemzeti Panteonná nyilvánította. Mindezt ama kikötéssel tette, hogy csupán a híres személyek sírjai maradhatnak meg, a jövőben pedig kizárólag azokat temethetik a sírkertbe, akik a politika, művészet és tudományos élet terén alkottak maradandót (utóbbiak közül is csak a párttagokat).[29]